# Santa Maria Addolorata, Collatino
Santa Maria Addolorata är en kyrkobyggnad och titelkyrka i Rom, helgad åt den smärtofyllda Jungfru Maria. Kyrkan är belägen vid Viale della Serenissima i Quartiere Collatino och tillhör församlingen Santa Maria Addolorata.

## Historia
Kyrkan uppfördes åren 1998–2001 efter ritningar av arkitekten Tommaso Sbardella och konsekrerades den 17 mars 2021.
Ovanför högaltaret ses den korsfäste Kristus med Jungfru Maria och aposteln Johannes. Inskriptionen lyder: STABAT IUXTA CRUCEM IESU MATER EIUS. Glasmålningarna i absiden är utförda av Mara Alessandri.

## Titelkyrka
Kyrkan stiftades som titelkyrka av påve Franciskus år 2015.
Kardinalpräster
- Francis Xavier Kriengsak Kovithavanij: 2015–